# Alexandre Svirsky
Alexandre Svirsky (em russo:  Александр Свирский) ou Alexandre de Svir (1448–1533) foi um santo ortodoxo, monge e hegúmeno da Igreja Ortodoxa Russa . 
Amós (seu nome de batismo) nasceu em uma família de camponeses na República da Novogárdia, a leste de Ladoga. Aos 19 anos, ele saiu de casa para ir ao Mosteiro de Valaam e se tornou monge e mais tarde eremita . Em 1506, Serapion, Arcebispo de Novogárdia, nomeou-o Hegúmeno do Mosteiro da Trindade, que mais tarde ficou conhecido como Mosteiro de Alexandre Svirsky . 
Santo Alexandre ficou conhecido por sua vida virtuosa e milagres contemplativos, incluindo as aparições da Trindade e da Virgem Maria com o Menino Jesus . A Igreja Ortodoxa Russa canonizou Alexandre Svirsky no ano de 1547. Sua festa é comemorada em 17 de abril e 30 de agosto,  de acordo com o calendário litúrgico ortodoxo.

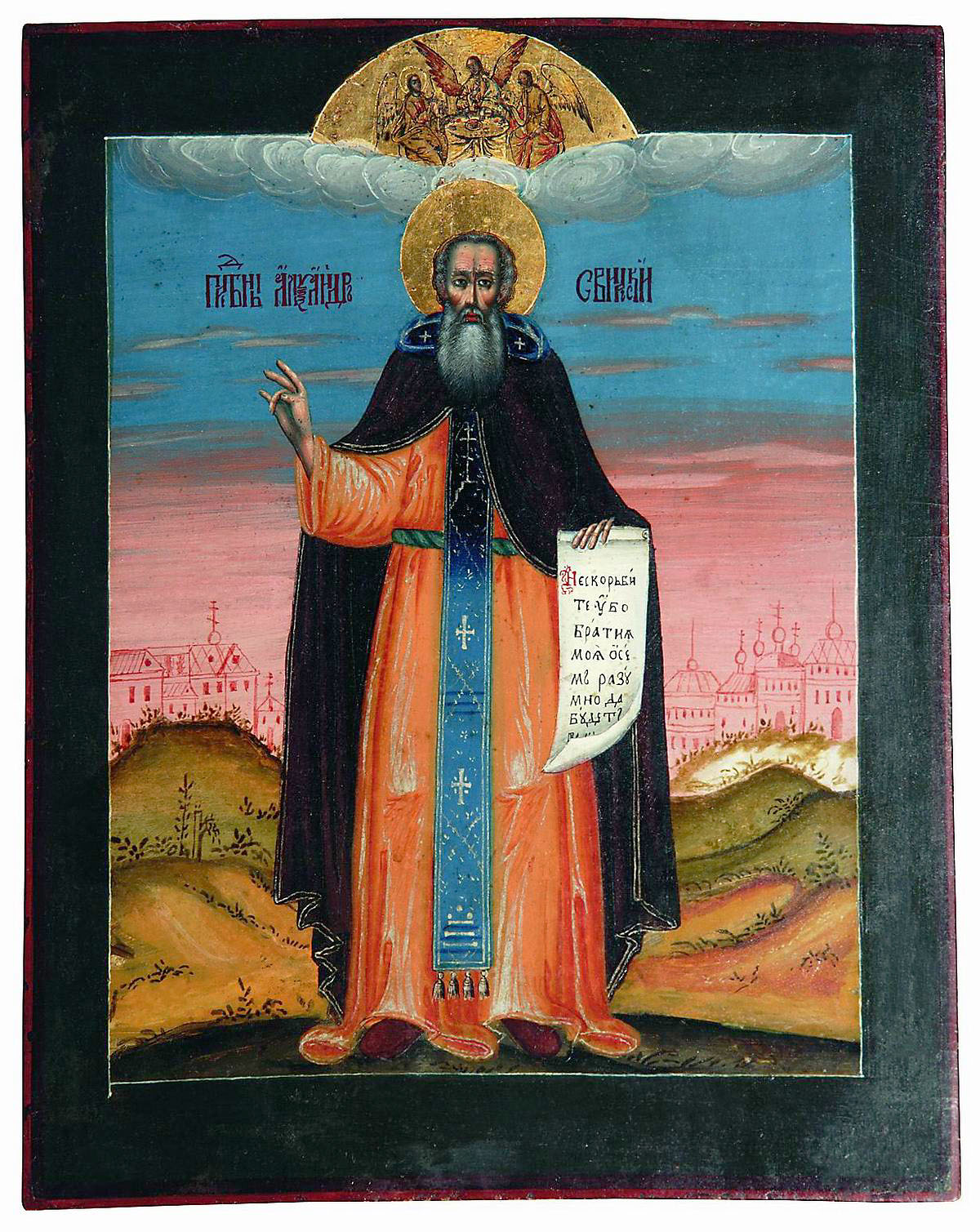
Ícone do século XVIII de Alexandre Svirsky.

As relíquias de Santo Alexandre foram encontradas em 17 (27) de abril de 1641. Segundo a hagiografia do santo, elas foram encontradas incorruptas. 
Em 22 de outubro de 1918, o caixão com as relíquias de Alexandre Svirsky foi aberto. Segundo relatos soviéticos, em vez de relíquias, um boneco de cera teria sido encontrado.    No entanto, o testemunho dos monges presentes, bem como de uma comissão soviética posterior, sob a direção de Grigory Zinoviev, demonstrou que um corpo humano, e não uma figura de cera, estava presente no caixão.   